# NGC 1394
NGC 1394 è una vasta galassia lenticolare vista di taglio e situata nella costellazione dell'Eridano, a una distanza di circa 198 milioni di anni luce dalla nostra Via Lattea.

## Scoperta
La galassia è stata scoperta nel 1886 dall'astronomo statunitense Francis Leavenworth.